# José Antonio Fernández
José Antonio Fernández Santini (Cañete, 14 febbraio 1939) è un ex calciatore peruviano, di ruolo difensore.

## Carriera

### Club
Ha vinto, insieme all'Universitario, tre Campionati peruviani.

### Nazionale
Fece parte della Nazionale di calcio del Perù che partecipò al campionato del mondo 1970.
Fernández, nella nazionale di calcio del Perù, ha totalizzato 37 presenze in cui ha segnato due gol.

## Palmarès

### Club

#### Competizioni nazionali
- Campionato peruviano: 3

Universitario: 1966, 1967, 1969